# Castruccio Castracani
Castruccio Castracani degli Antelminelli (auch Interminelli, Interminegli; * 29. März 1281 in Lucca; † 3. September 1328) war ein spätmittelalterlicher Condottiere, der sich durch politisches und militärisches Geschick als Herzog von Lucca etablieren konnte und seiner Stadt zeitweise die Vorrangstellung unter den Städten der Toskana verschaffte, außerdem wesentlichen Anteil hatte an Italienzug und Kaiserkrönung Ludwigs IV. von Bayern.

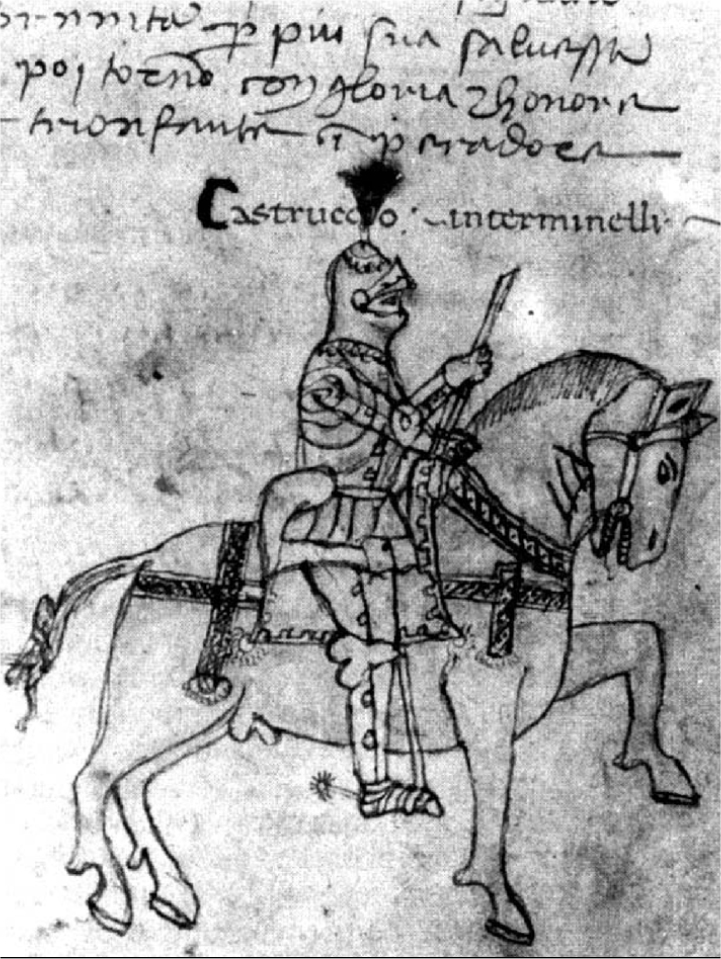
Castruccio interminelli, Staatsbibliothek Lucca, Ms. 1661, f.82r

## Leben und Wirken

### Herkunft und Exil

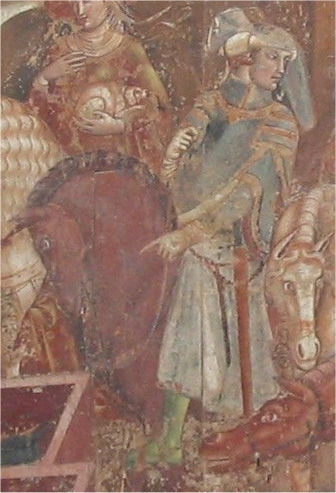
Vermutete Darstellung Castruccios, Campo Santo di Pisa

Castruccio wurde 1281 in Lucca als Sohn des Kaufmanns Gerio di Castracane degli Antelminelli und der Puccia degli Streghi geboren und gehörte der alteingesessenen, einflussreichen ghibellinischen Familie der Antelminelli an. Schon in jungen Jahren beteiligte er sich an den innerstädtischen Parteienkämpfen und unterstützte gemeinsam mit seinem Vater die Fraktion der kaisertreuen Weißen. Als diese im Frühjahr 1301 aus der Stadt vertrieben wurden, zog er sich mit seinem Vater zunächst nach Ancona zurück und begab sich dann nach dessen Tod zu einem Verwandten nach England, wo er mit Erfolg Geld- und Handelsgeschäfte betrieb und durch seine ritterlichen Fähigkeiten die Gunst Eduards II. erlangt haben soll. Wegen einer Gewalttat – er soll wegen einer Beleidigung seinen Gegner im Beisein des Königs durch einen Faustschlag getötet haben – musste er jedoch England fluchtartig wieder verlassen und begab sich in die Dienste von Alberto Scotti, des Herrn von Piacenza, der im Auftrag Philipps des Schönen mit einem Trupp von Söldnern in Nordfrankreich und Flandern Kampagnen gegen die Engländer durchführte. Castruccio beteiligte sich an verschiedenen Unternehmungen Scottis, nicht ohne zugleich seine geschäftlichen Aktivitäten weiterzuführen, und nahm unter anderem an der Schlacht von Saint-Omer (1303) teil. 1304 kehrte er aus geschäftlichen Gründen zurück nach Italien und betätigte sich dort weiter als Söldnerführer für Alberto Scotti und verschiedene andere Herren.

### Rückkehr nach Lucca
Als Heinrich VII. im Oktober 1310 in Italien einzog, schloss sich ihm auch Castruccio an und trat bald darauf in die Dienste von Uguccione della Faggiola, des Herrn von Arezzo und Pisa (seit 1313) und Anführers der toskanischen Ghibellinen. Aufgrund eines von Uguccione erzwungenen Waffenstillstands konnten die Antelminelli 1314 nach Lucca zurückkehren, und am 14. Juni 1314 verhalfen sie Uguccione durch Verrat zur handstreichartigen Eroberung der Stadt. Es wird angenommen, dass hieran auch Castruccio maßgeblich beteiligt war, der jedenfalls in der Folgezeit eine führende Rolle in Lucca übernahm, hierdurch dann aber bald in Konflikt mit Uguccione und dessen Sohn Neri della Faggiuola geriet, den Uguccione als Podestà und Stadthauptmann von Lucca eingesetzt hatte.

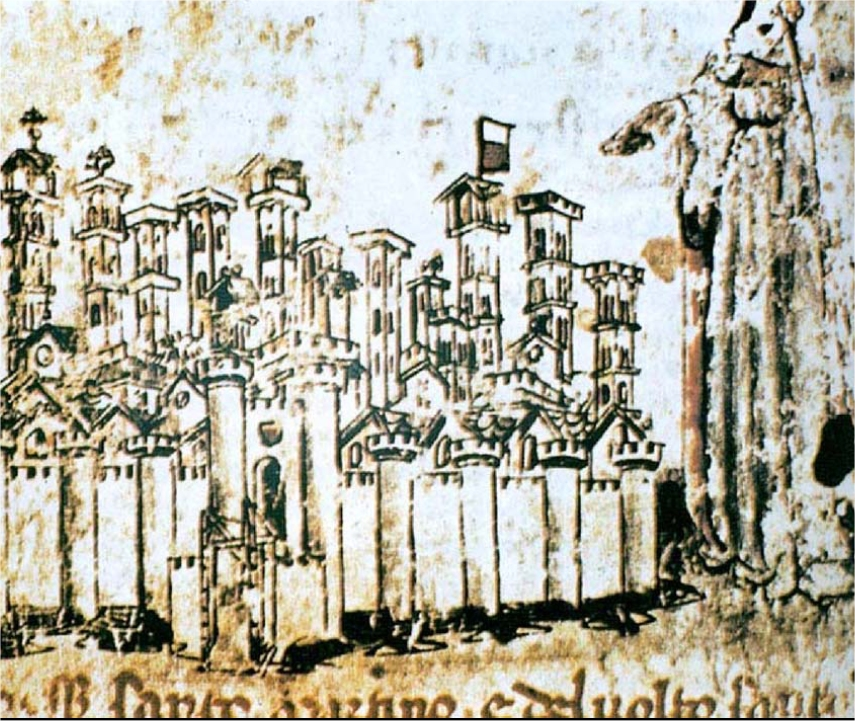
Lucca in der Chronik von Giovanni Sercambi, Staatsbibliothek Lucca, Ms. 107, f. 69r

Im April 1316 wurde er von Neri in Lucca in Kerkerhaft genommen, um ihm wegen verschiedener befehlswidriger Unternehmungen den Prozess zu machen. Als Uguccione sich zu diesem Zweck aus Pisa nach Lucca aufmachte, erhoben sich jedoch in seiner Abwesenheit die Pisaner gegen ihn, und auch die Luccheser nutzten die Gelegenheit zu einer Rebellion, um sich von den Faggiola und damit auch von der Herrschaft Pisas zu befreien. Castruccio wurde aus dem Gefängnis befreit und von seinen Mitbürgern für ein Jahr zum Herrn der Stadt ausgerufen, während die Faggiola sich im Verlauf des Konflikts aus der Toskana an den Hof des Cangrande I. della Scala in Verona zurückziehen mussten und auch bei gelegentlichen Versuchen wie einem Zug Ugucciones im August 1317 gegen Pisa gegen Castruccio nichts mehr ausrichten konnten.
Bei der Ernennung Castruccios zum Herrn von Lucca war vereinbart worden, dass er die Herrschaft über das Umland dem mit ihm verbündeten Pagano dei Quartigiani überlassen und sich mit diesem im Jahresturnus abwechseln sollte. Dieses Mit- und Gegenspielers entledigte er sich jedoch bald, indem er ihn aus Stadt und Land vertrieb. Castruccio baute seine Position zielstrebig nach innen und außen weiter aus, ließ sich zum Stadthauptmann, Schutzherrn (Defensor) der Stadt und Signore auf Lebzeiten wählen und setzte sich durch Aktionen gegen Florenz an die Spitze der toskanischen Ghibellinen. Zusätzlich gelang es ihm, durch Unterstützung der aus Genua vertriebenen Ghibellinen bei der Belagerung ihrer Stadt auch einige Gebiete an der Genueser Riviera unter seine Kontrolle zu bringen. Um auch innerhalb Luccas gegen Aufstände besser geschützt zu sein, griff er außerdem im Juni 1322 zu der für die Zeitgenossen unerhörten Maßnahme, aus einem größeren Teil des Stadtgebietes die Einwohner zwangsweise umzusiedeln und dort für sich und seinen Anhang eine ummauerte Festung mit 29 Türmen zu errichten.

### Im Konflikt mit Johannes XXII.
Als es nach dem Tod Heinrichs VII. zum Streit zwischen Ludwig IV. von Bayern und Friedrich dem Schönen von Habsburg kam, stand Castruccio zunächst auf der Seite des Habsburgers, der ihn 1320 zum Generalvikar von Lucca, Val di Nievole und Lunigiana ernannte. Nachdem Friedrich von Ludwig 1322 bei Mühldorf besiegt und in Haft genommen worden war, wechselte Castruccio allerdings die Seiten und wurde von Ludwig 1324 als Generalvikar bestätigt. Papst Johannes XXII. verweigerte Ludwig die Anerkennung und verhängte am 13. Juli 1324 den Bann über ihn, worauf Ludwig seinerseits im Oktober 1324 den Papst für abgesetzt erklärte. Im Juli 1325 exkommunizierte der Papst auch Castruccio, der jedoch seine Unternehmungen gegen die Genueser Guelfen und gegen Florenz unvermindert fortsetzte und schließlich auch Pistoia vereinnahmen konnte, nachdem er am 23. September 1325 bei Altopascio den Florentinern eine vernichtende Niederlage beigebracht hatte.
Die Florentiner riefen daraufhin im Dezember 1325 Herzog Karl von Kalabrien, den Sohn König Roberts, gegen Castruccio zu Hilfe und übertrugen ihm für zehn Jahre die Herrschaft über Florenz. Karl schickte zunächst im Mai 1326 einen Stellvertreter und traf Ende Juli 1326 persönlich aus Neapel ein. Ein zügiges und schlagkräftiges Vorgehen, zu dessen Unterstützung im Juni auch ein päpstlicher Legat eingetroffen war, konnte jedoch durch geschicktes Taktieren Castruccios und einen drohenden Zusammenschluss der lombardischen und toskanischen Ghibellinen vereitelt werden. Der Legat eröffnete daraufhin am 30. August 1326 in Florenz den Prozess gegen Castruccio und gegen Guido Tarlati, den Bischof von Arezzo, der bereits am 17. April 1326 durch den Papst und das Konsistorium in Avignon seines Amts enthoben worden war, sich jedoch dem Papst widersetzte und die kaiserliche Sache weiter unterstützte. Das Urteil, das die beiden Angeklagten exkommunizierte und aller ihrer Ämter enthob, wurde in Florenz in Gegenwart Karls auf dem Platz von Santa Croce verkündet. Den Gang der Dinge konnte es jedoch nicht mehr aufhalten, und auch verspätete Operationen Karls und seiner Verbündeten im darauffolgenden Oktober und Januar sowie ein Versuch, Lucca durch Bestechung in die Hand zu bekommen, blieben vorerst erfolglos.

### Italienzug Ludwigs IV.
Die durch den Sieg von Altopascio erreichte Eindämmung der Macht von Florenz hatte zugleich die Bedingungen für einen Italienzug Ludwigs von Bayern verbessert. Dieser hatte sich im Ulmer Vertrag von 1326 mit Friedrich dem Schönen geeinigt und traf im Frühjahr 1327 in Italien ein, wo er am 31. Mai 1327 in Mailand im Beisein Castruccios zum König von Italien gekrönt wurde. Da der Papst sich verweigert hatte und für abgesetzt erklärt war, ein Gegenpapst aber noch nicht zur Verfügung stand und auch der Erzbischof von Mailand sich durch Abwesenheit entzog, ließ Ludwig die Krönung in Mailand durch Guido Tarlati und den ebenfalls vom Papst bereits exkommunizierten Bischof von Brescia vollziehen.
Gemeinsam mit Ludwig belagerte Castruccio im September des Jahres Pisa und konnte nach einigem Widerstand im Oktober dort schließlich Einzug halten. In Pisa kam es dann zu einem Zerwürfnis mit Guido Tarlati, dem Castruccio Verrat vorwarf, weil dieser während der Schlacht um Altopascio nicht gegen Florenz vorgegangen sei, das andernfalls leicht hätte eingenommen werden können. Da Ludwig Tarlati hiergegen nicht in Schutz nahm, wandte dieser sich von Ludwig ab und kehrte zurück nach Arezzo, erlag jedoch unterwegs in der Maremma am 21. Oktober 1327 einer Krankheit und soll auf dem Sterbebett noch seinen Ungehorsam gegen die Kirche bereut und abgeschworen haben. Castruccio hingegen, auf dem Höhepunkt seiner Macht angelangt, wurde von Ludwig bei einem feierlichen Besuch in Lucca am Martinstag (11. November) 1327 ein neues Wappen und der Titel eines Herzogs von Lucca verliehen, mit zusätzlichen Rechten über Pistoia und verschiedene Städte der Toskana. Durch dieses Herzogtum, das in Rom noch bestätigt wurde, wurde erstmals in Italien eine Stadtherrschaft in ein Fürstentum umgewandelt.
Castruccio folgte Ludwig im Januar 1328 nach Rom und wirkte dort am 17. Januar an der Kaiserkrönung mit, in deren Verlauf auch er selbst als mittlerweile wichtigster militärischer Unterstützer Ludwigs mit Ehren überhäuft wurde. Ludwig verlieh ihm das zu dieser Zeit verwaiste, aber zur ordnungsgemäßen Durchführung der Krönungszeremonie erforderliche Amt des lateranensischen Pfalzgrafen und erhob ihn in den Ritterstand, indem er ihn eigenhändig mit dem Schwert gürtete und ihn umarmte. Außerdem bestätigte er sein Herzogtum und ernannte ihn am Morgen nach der Krönung, die erneut von zwei Bischöfe vollzogen wurde, zum römischen Senator und kaiserlichen Statthalter. Laut Giovanni Villani brachte man Castruccio zu dieser Zeit mehr Gehorsam und Furcht entgegen als dem Kaiser selbst, und seine Bedeutung soll ihm so sehr zu Kopf gestiegen sein, dass er sich eine karmesinrote Samtrobe anfertigen ließ, die auf der Brust mit den Worten „Das ist der, den Gott will“ und auf dem Rücken mit „Und er wird der sein, den Gott wollen wird“ bestickt war.

### Das Ende Castruccios
Da die Florentiner am 28. Januar Pistoia zurückeroberten und die Nachricht auf dem Seeweg innerhalb von drei Tagen nach Rom gelangte, musste Castruccio überstürzt wieder in die Toskana zurückkehren, womit zugleich die weiteren italienischen Unternehmungen Ludwigs ihrer schlagkräftigsten militärischen Unterstützung beraubt waren. Nach einem Gewaltritt von neun Tagen kam er mit einer kleinen Vorhut seiner Truppe am 9. Februar 1328 in Pisa an und begann unverzüglich damit, von Pisa und Lucca aus Maßnahmen zur Wiedereroberung Pistoias einzuleiten.
Am 30. März sprach Johannes XXII., gegen den Ludwig mittlerweile in Rom Nikolaus V. als Gegenpapst in Stellung gebracht hatte, einen neuerlichen Bannfluch gegen Ludwig und Castruccio aus. Gravierender als diese nunmehr mindestens dritte Exkommunizierung Castruccios wirkte sich jedoch ein anderer Vorgang aus, der zu einer empfindlichen Störung seiner Beziehungen zum Kaiserhaus führte. Einige seiner Verbündeten in Pisa wurden abtrünnig und schickten Unterhändler zu Ludwig, um sich Castruccios zu entledigen. Ludwig, für die Fortsetzung seiner italienischen Unternehmungen in dringender Geldverlegenheit, ließ sich von den klingenden Argumenten der Pisaner überzeugen und übertrug die Herrschaft über Pisa an die Kaiserin Margarethe, die daraufhin den Grafen von Oettingen als ihren Vikar nach Pisa entsandte. Castruccio nahm diesen zwar zunächst freundlich auf, brachte nach zwei Tagen aber die Stadt und alle kaiserlichen Stellvertreter in seine Gewalt und ließ sich am 29. April 1328 für zwei Jahre zum Herrn von Pisa ausrufen. Oettingen ließ er unbehelligt zu Ludwig zurückkehren, laut Villani mit einer größeren Geldsumme zur Besänftigung der Gemüter, die jedoch nicht verhinderte, dass Ludwig von da an Groll gegen Castruccio hegte und auf Bestrafung sann.
Castruccio betrieb im weiteren Verlauf des Sommers unter größten Anstrengungen gegen die von Florenz und dessen Verbündeten entsandten Streitkräfte die Rückeroberung Pistoias und erreichte auch am 3. August die Übergabe der Stadt, erkrankte dann aber, bedingt durch die Strapazen der Belagerung, an einem Fieber, dem er am 3. September im Alter von 47 Jahren in Lucca erlag. Seine letzten Worte waren laut Villani: „Io mi veggo morire, e morto me, vedrete disasseroncato“, was in etwa bedeuten soll: „Ich sterbe, und wenn ich gestorben bin, werdet ihr einen Umsturz, einen Weltuntergang sehen“. Sein Tod wurde von den Söhnen eine Woche lang geheim gehalten. Am 14. September wurde Castruccio von ihnen dann schließlich mit einem feierlichen Geleit bei den Franziskanern von Lucca bestattet
Castruccio hinterließ mehrere Töchter und drei Söhne von denen der Erstgeborene Enrico (1304–1356) zur Nachfolge bestimmt war. Sie wurden von Ludwig, der hierzu persönlich im August nach Pisa und in den folgenden Monaten mehrfach nach Lucca kam, abgesetzt und zusammen mit ihrer Mutter notdürftig abgefunden und vermochten es auch in den folgenden Jahren nicht mehr, sich ihre Rechte mit Gewalt zu verschaffen. Die Familie der Antelminelli, aus der ein Bruder oder Vetter Castruccios, Francesco Castracani († 1355), im März 1329 von Ludwig zum Nachteil Enricos als Vikar in Lucca eingesetzt wurde, behielt jedoch zumindest eine einflussreiche Stellung in Lucca.

## Rezeption

### Humanismus und Renaissance
Das humanistische Interesse an der antiken Gattung exemplarischer Lebensbeschreibungen berühmter Männer kam auch dem Nachleben Castruccios zugute, der unter widrigen Bedingungen als Aufsteiger aus eigener Kraft in kürzester Zeit ein neues „Imperium“ zu errichten vermocht hatte und damit ein besonderes Beispiel für das Widerspiel von virtus und fortuna bot. Die erste Lebensbeschreibung Castruccios (Vita Castrucii Antelminelli lucensis ducis, aufgenommen von L. A. Muratori in Band XI der Rerum Italicarum Scriptores) verfasste der Luccheser Humanist und Historiograph Niccolò Tegrini oder Tegrimi (1448–1527). Unter freier Verwendung ihrer Angaben schrieb dann Niccolò Machiavelli Anfang 1520 seine Vita di Castruccio Castracani da Lucca, die das idealisierende Porträt eines machtbewussten und vernunftgeleiteten Fürsten bietet. Eine dritte Biographie (Le attioni di Castruccio Castracani, Erstdruck in Rom 1590) schrieb schließlich der Venezianer Aldo Manuzio der Jüngere (1547–1597), Enkel des berühmten gleichnamigen Humanisten und Erbe der von diesem begründeten Druckerei. In seinem Fall war das Interesse 1587 oder 1588 aus Anlass eines Aufenthalts in Lucca durch die Bekanntschaft mit einem Nachfahren Castruccios, Bernardino Antelminelli, geweckt worden, der bei der Sammlung von Materialien behilflich war und offenbar Wert darauf legte, seinen berühmten, aber mehrfach von der Kirche verurteilten Vorfahren trotzdem als einen guten Christen darstellen zu lassen. Das zeittypische Interesse an Castruccio als Vorläufer moderner Renaissancefürsten bekundet sich schließlich auch in einem in Öl gemalten Porträt von 1552, das Cosimo I. de’ Medici bei Cristofano dell’Altissimo in Verbindung mit einer Reihe von Porträts berühmter Männer nach dem Vorbild der Sammlung von Paolo Giovio in Auftrag gab, und das sich heute in den Uffizien befindet.

### Costanza Moscheni
Schon im Alter von 18 Jahren schrieb die aus einer Professorenfamilie in Lucca stammende, frühbegabte Dichterin Costanza Moscheni (1786–1831) ihr „episches Poem“ Il Castruccio. Das Werk erhielt 1811 bei einem Wettbewerb der Luccheser Accademia Napoleone den ersten Preis und wurde im selben Jahr in Lucca gedruckt mit Widmung an eine Hofdame der Großherzogin von Toskana, und mit einem anonymen Vorwort zur Vita Castruccios, das der Vater der Autorin, Domenico Luigi Moscheni, beigesteuert hatte. Das in gereimten Stanzen verfasste und in sechs Gesänge eingeteilte Poem besingt Castruccio im klassizistischen Stil antikisierender Heldenepik als einen mit allen moralischen und herrscherlichen Tugenden ausgestatteten Helden, der sich Etrurien im Kampf gegen die perfiden Einwohner von Flora unterwirft. Ein treibendes Motiv der Handlung bildet dabei die Liebe zwischen der schönen Emilia, Tochter des gegnerischen Herrschers von Pisa, und Castruccios erstgeborenem Sohn Enrico, die nach der siegreichen Unterwerfung der Stadt schließlich glücklich miteinander vereint werden.

### Mary Shelley
Die Lebensgeschichte Castruccios bildet auch die Vorlage des historischen Romans Valperga von Mary Shelley, die darin die Ehefrau Castruccios in den Mittelpunkt stellt und als Quellen nach eigenen Angaben Villani, Tegrini und Machiavelli sowie die Histoire des Republiques Italiennes (zuerst erschienen 1807–1815) des Schweizer Historikers Sismonde de Sismondi heranzogen hatte. Die erste und bis 1996 einzige Ausgabe erschien 1823 in London, ohne den Namen der Autorin, aber mit der Angabe „by the author of Frankenstein“ an dessen Erfolg dieser Roman jedoch nicht anknüpfen konnte.

### Letitia Elizabeth Landon

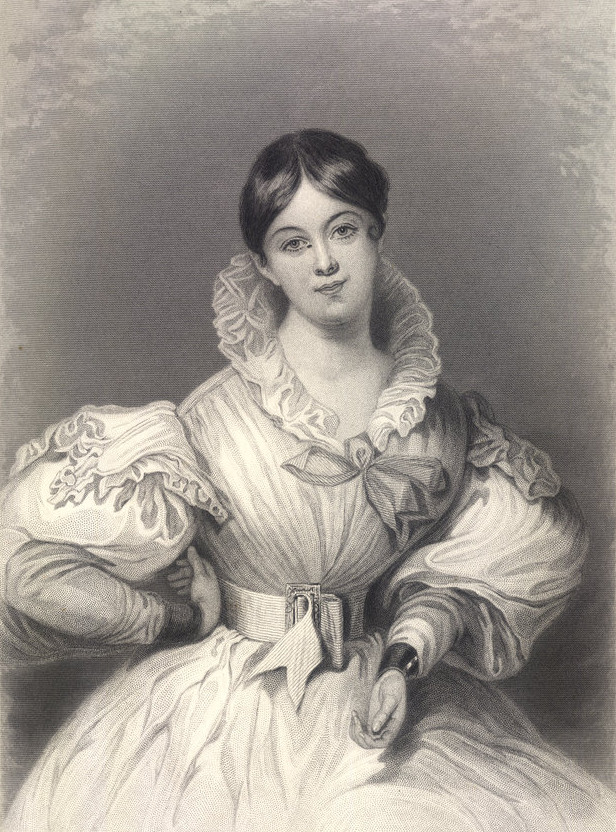
Letitia Elizabeth Landon, nach einem Gemälde von Daniel Maclise (British Library)

Rund vierzehn Jahre später schrieb Letitia Elizabeth Landon (1802–1838) ihre Tragödie Castruccio Castrucani, möglicherweise unter dem Eindruck von Shelleys Roman und jedenfalls in Kenntnis der Schrift Macchiavellis. Landon stammte als Tochter eines wohlhabenden Offiziers aus Chelsea und wurde seit den 1820er-Jahren durch literarische Arbeiten in London bekannt. Im Juni 1838, kurz nach Vollendung ihrer Tragödie, heiratete sie den Gouverneur der britischen Kolonialbesitzungen im heutigen Ghana und übersiedelte zu ihm nach Cape Coast, wo sie ihr Stück noch einmal für die Bühne überarbeitete und im Oktober desselben Jahres an einer Blausäurevergiftung starb.
Ihr Castruccio Castrucani, ein in Blankversen verfasstes Drama in fünf Akten, das nicht mehr zur Aufführung kam und erst 1841 mit anderen Schriften aus dem Nachlass postum gedruckt wurde, schildert Castruccio als einen „Patrioten“ und frühen Kämpfer gegen das „Feudalsystem“, der nach der Rückkehr aus dem Exil sein Leben dem Ruhm seiner Vaterstadt Lucca weiht, aber durch sein Eintreten für die Rechte des Volkes in Konflikt gerät mit den auf ihre Privilegien bedachten und von Florenz aufgestachelten Vertretern des Adels. Durch eine Verschwörung in den Kerker gebracht, wird er vom Volk befreit und vor einem erneuten verräterischen Anschlag, bei dem Lucca in die Hände der Florentiner zu fallen droht, durch das Opfer der ihm liebend ergebenen Claricha, der heimlichen Tochter seines Gegenspielers Arezzi, gerettet. Mit dem Leichnam der Geliebten im Arm spricht er seinen Schlussmonolog, in dem er das Ende seiner mit ihr gestorbenen „natural emotions, young and cheerful thoughts“ verkündet und sich damit, so kann man folgern, durch persönliches Leid zu jenem wenig zartfühlenden Herrscher wandelt, als den ihn die Geschichte kennt.

### Das „Schwert Castruccios“: Elizabeth Barrett Browning

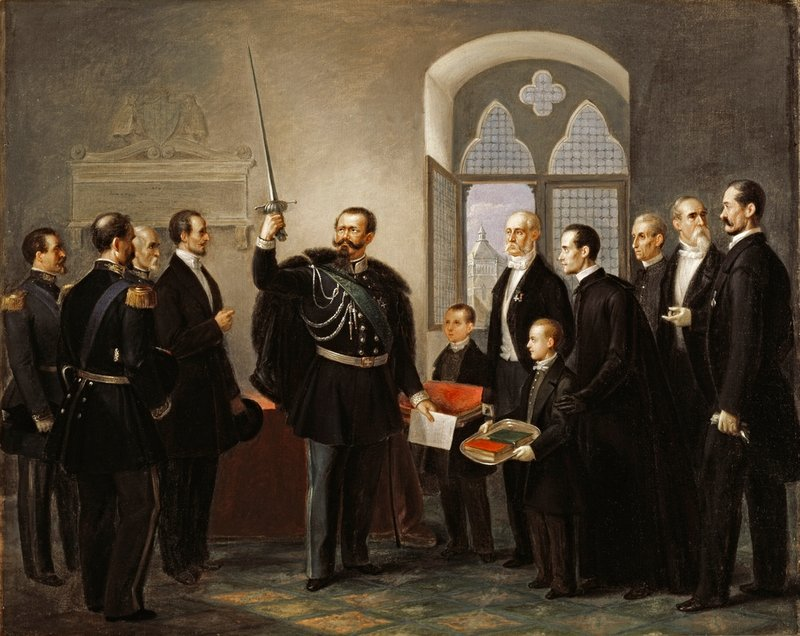
Vittorio Emanuele II. mit dem Schwert Castruccios (Ausschnitt, Pietro Ulivi, Museo Civico di Pisa)

Im Besitz von Niccolò Puccini (1799–1852), einem patriotisch und philanthropisch gesinnten Edelmann aus Pistoia, befand sich im 19. Jahrhundert ein Schwert, das als Schwert Castruccios galt. Puccini bewahrte es in seinen Sammlungen in der Villa di Scornio auf und vererbte es nach seinem Tod mit diesen Sammlungen dem Waisenhaus von Pistoia. Als acht Jahre später im April 1860 nach dem Anschluss der Toskana König Viktor Emanuel II. von Livorno kommend verschiedene Städte besuchte und so am 30. April auch in Pistoia und Lucca empfangen wurde, wurde ihm im Kommunalpalast von Pistoia von einer Abordnung der Zöglinge des Waisenhauses das „Schwert Castruccios“ überreicht, unter Verlesung einer von Puccini 1843 verfassten Inschrift, die die Hoffnung aussprach, dass das vom Blut der Bruderkriege schändlich befleckte Schwert („Questa spada del Castruccio / Vergognosa del sangue fraterno“) dereinst von einem tüchtigen Mann zum Heil ganz Italiens geführt werden möge, woraufhin der König das Schwert in tiefer Bewegung ergriffen und ausgerufen haben soll: „Questa è per me!“ („Das ist für mich!“)
Der Vorgang, der auch in einem heute im Museo Civico von Pistoia gezeigten Gemälde von Pietro Ulivi (1806–1880) festgehalten wurde, bot der damals in Florenz lebenden Dichterin Elizabeth Barrett Browning den Stoff zu ihrem achtstrophigen Gedicht The Sword of Castruccio Castracani, dem der Ausruf des Königs als Motto vorangestellt ist, und das am 20. August 1860 im Independent veröffentlicht und am 1. September 1860 auch von der New Yorker Saturday Press nachgedruckt wurde. Die Dichterin verlegt den Vorgang nach Lucca und bezeichnet die Überbringer recht kryptisch als „the 'Orphans' renowned / as the heirs of Puccini“ („die ‚Waisen‘, bekannt / als die Erben Puccinis“), führt die Szene aber wirkungsvoll zum Höhepunkt, wenn sie den König mit „überkochendem Herzen“ („his heart overboiled till it spilt / a hot prayer“) sein Stoßgebet aussprechen lässt: „God! the rest as Thou wilt! / But grant me this! – This is for me“ („Gott! Alles andere geschehe, wie Du es willst! / Aber gewähre mir dies: Das ist für mich!“).

### Joachim Fest
Joachim Fest (1926–2006) berichtet in seinen Memoiren, dass er während seines Kriegseinsatzes 1943–45 ein Jugenddrama über Castracani unter dem Titel Die Stunde des Castruccio verfasst habe. Dessen Manuskript sei ihm bei seiner Entlassung aus dem Kriegsgefangenenlager Heilbronn im Sommer 1945 von einem US-amerikanischen Unteroffizier abgenommen und weggeworfen worden und ist seitdem verschollen.